# Emblema nacional de Turquía
La República de Turquía no tiene escudo oficial. El Ministerio de Relaciones Exteriores turco utiliza, como emblema, un óvalo rojo que contiene la creciente y la estrella en dorado y orientadas verticalmente con la estrella en la parte superior. Todo rodeado por un texto en dorado: "T.C. Dışişleri Bakanlığı" ("Ministerio de Relaciones Exteriores de la República de Turquía"). Una variante de este emblema oval contiene el texto dorado "Türkiye Cumhuriyeti Büyükelçiliği" ("Embajada de la República de Turquía") y es utilizado por las embajadas turcas.
Un emblema circular basado en la bandera turca se utiliza en las organizaciones del gobierno, ministerios y parlamento turco. También se utilizó como distintivo de los atletas y deportistas turcos y en los viejos documentos de identidad de ese país.
El sello del Presidente de Turquía tiene una gran estrella centrada rodeada por 16 estrellas de cinco puntas, que simbolizan los 16 estados en la historia turca.

## Historia
El escudo de armas del Sultán fue abolido del uso después de la abolición del sultanato otomano en 1922. En su lugar, se adoptaron la estrella y la media luna en la bandera. Tres años después,  en 1925, el Ministerio de Educación abrió un concurso para determinar otro escudo de armas oficial y ganó el diseño del artista Namık İsmail. El diseño de İsmail presentaba un escudo rojo cargado con una estrella blanca y una media luna. Debajo había un lobo gris, conectado a la mitología turca de Oghuz, de pie sobre una lanza. El escudo estaba rodeado por una guirnalda de hojas de trigo y roble, con un medallón que representa las letras T y C del alfabeto otomano para Türkiye Cumhuriyeti, República de Turquía. Sobre el escudo se colocó una antorcha encendida, simbolizando la independencia del país. Sin embargo, el nuevo escudo de armas nunca fue registrado como un escudo de armas oficial, y nunca fue usado posteriormente. 

Emblema turco propuesto diseñado por Namık İsmail.

## Emblemas utilizados por el Ministerio de Relaciones Exteriores y misiones diplomáticas de Turquía

Versión empleada por el Ministerio de Asuntos Exteriores, Embajadas y Consulados.
Variante utilizada por el Ministerio de Asuntos Exteriores

## Otros emblemas de instituciones del Estado turco

Sello del Presidente de Turquía.
Emblema de la Gran Asamblea Nacional (Türkiye Büyük Millet Meclisi).

## Selecciones nacionales y atletas

Emblema de la República de Turquía, utilizado en el logotipo del Parlamento turco, la Oficina del Primer Ministro y otros ministerios; como la insignia de los equipos deportivos nacionales y atletas, y en las tarjetas de identidad no digitales.